# Nibal Thawabteh
Nibal Thawabteh (arabisch نبال ثوابتة, DMG Nibāl Ṯawābita) ist eine palästinensische Frauenrechtsaktivistin und Direktorin des Media Development Center der Universität Bir Zait. Für ihr Engagement wurde sie 2008 mit dem „International Women of Courage Award“ (IWOC) des Außenministeriums der Vereinigten Staaten ausgezeichnet.

## Leben
Thawabteh ist im politischen und medialen Bereich tätig. Sie hat einen Masterabschluss der Universität von Jordanien und mehr als 10 Jahre in der Medienausbildung und -produktion in Palästina gearbeitet. Sie war Beraterin im Bereich der UNESCO, Chefredakteurin der Zeitung Al Hal und Vorstandsvorsitzende der Palästinensischen Nachrichtenagentur Ma’an News Agency (وكالة معا الاخبارية). Seit 2001 ist Thawabteh Koordinatorin der TV-Abteilung und seit 2008 Direktorin des Media Development Center (MDZ) der Universität Bir Zait. Als solche zeichnet sie für ein Kooperationsprogramm mit der Deutschen Gesellschaft für Internationale Zusammenarbeit (GIZ) verantwortlich in dem Pressesprecher der Palästinensischen Polizei ausgebildet werden. Sie war Mitorganisatorin einer Vorlesungsreihe über geschlechtsspezifische Gewalt für Journalisten.

## Engagement und Ehrung
Als erste Frau wurde Thawabteh in den Gemeinderat von Bait Fajjar im Gouvernement Bethlehem gewählt. Sie startete eine umfassende politische Kampagne, die den Weg für andere Frauen bereitete, die sich in die Kommunalpolitik einbringen möchten. Nach der Teilnahme an einem Schulungsprogramm, das US-amerikanische Nichtregierungsorganisationen gefördert hatten, entwickelte sie 2002 ein individuelles Schulungshandbuch für Frauen in ihrer Gemeinde. Sie leistete viele Stunden Freiwilligenarbeit, um anderen zu helfen, Sitze in Gemeinderäten zu erhalten. Drei Jahre später gründete Thawabteh die palästinensische Monatszeitung Al Hal, um die sozialen und politischen Rechte von Frauen zu fördern. Es werden kontroverse politische und soziale Themen aufgegriffen wie „Ehrenmord“, Vielehe und die Not der Armen. Ihre Art des investigativen Journalismus führte mehrfach zur Androhung körperlicher Gewalt gegen sie, aber sie setzte ihre Arbeit fort.
Im Jahr 2008 erhielt Nibal Thawabteh als erste und bisher einzige Palästinenserin den „International Women of Courage Award“. Der Preis wurde am 10. März 2008 durch Condoleezza Rice verliehen. Botschaften und Auslandsvertretungen hatten 95 Frauen für die Auszeichnung nominiert.

## Veröffentlichungen
Wissenschaftlicher Aufsatz:
- Teaching journalism in Oman. Recent obstacles and future plans. In: Beate Josephi: Journalism education in countries with limited media freedom. New York 2010.

Kurzgeschichte:
- My shoe size and other people’s views on the matter. In: Jo Glanville: Qissat. Short stories by Palestinian women. New York und San Francisco 2010.